# Ginette Michaud (écrivain)
 (novembre 2019).
Si vous disposez d'ouvrages ou d'articles de référence ou si vous connaissez des sites web de qualité traitant du thème abordé ici, merci de compléter l'article en donnant les références utiles à sa vérifiabilité et en les liant à la section « Notes et références ».
Pour les articles homonymes, voir Michaud et Ginette Michaud.
Ginette Michaud, née en 1955 à Montréal, est une écrivaine et professeure de littérature française à l'Université de Montréal (au Québec) .

## Biographie
Ginette Michaud est devenue professeure au département de littératures de langue françaises de l'Université de Montréal (au Québec) en 1987. Elle a récemment pris sa retraite de l'enseignement en 2019.[réf. nécessaire]
Elle a consacré son doctorat à l’œuvre de Roland Barthes. Ses recherches portant sur les œuvres de Jacques Derrida, Hélène Cixous, Jean-Luc Nancy et Sarah Kofman ont été récompensés par le prix Acfas Adrien-Pouliot.
Depuis 2005, Ginette Michaud fait partie du comité international responsable de l’édition des cours et séminaires du philosophe Jacques Derrida, ainsi que ses autres textes inédits ou devenus inaccessibles.
Après la mort de l’écrivain Jacques Ferron, Ginette Michaud a dirigé un vaste chantier de recherche à partir de ses archives d’où sont issus les treize volumes de la collection des « Cahiers Jacques-Ferron », qu’elle a dirigée pendant dix ans chez Lanctôt éditeur. Elle a ainsi contribué au rayonnement de l’œuvre de l’écrivain-médecin et à celui d’une partie méconnue de la littérature québécoise en Europe. Le philosophe Georges Leroux estime que « la pensée moderne en français lui doit immensément ». Outre l'œuvre de Jacques Ferron, Ginette Michaud a également consacré de nombreuses études à plusieurs autres écrivains québécois (Jacques Poulin, Gilbert Langevin, Gabrielle Roy, Georges-André Vachon, entre autres) et un essai à James Joyce, à qui elle a consacré plusieurs articles.

## Publications
- Par les sentiers de Jacques Brault suivi de Chemins en tous sens de Jacques Brault, Montréal, Les Presses de l'Université de Montréal, coll. « Champ libre », 2023, 102 p.  (ISBN 978-2-7606-4820-3). Canadiana.
- Ekphraser. Nouvelles poétiques de l'ekphrasis en déconstruction, Montréal, Les Presses de l'Université de Montréal, coll. « Espace littéraire », 2022, 399 p. Canadiana.
- Lire dans la nuit et autres essais. Pour Jacques Derrida, Montréal, Les Presses de l'Université de Montréal, coll. « Espace littéraire », 2020, 260 p. Canadiana (livre imprimé 202000776833  / Canadiana (livre numérique ) 202000776841  (ISBN 9782760642584)  (couverture souple) /  (ISBN 9782760642591) (PDF) /  (ISBN 9782760642607) (EPUB)
- Ginette Michaud et Alice Michaud-Lapointe, Néons et sakuras, Montréal, Héliotrope, 2018, 183 p.
- La vérité à l'épreuve du pardon. Une lecture du séminaire « Le parjure et le pardon » de Jacques Derrida, Montréal, les Presses de l'Université de Montréal, collection « Humanités à venir », 2018, 134 p.  (ISBN 978-2-7606-3957-7)
- Sarah Kofman et Jacques Derrida. Croisements, écarts, différences, Suivi de Sarah Kofman, Lettres à Jacques Derrida, Ginette Michaud et Isabelle Ullern, Paris, Hermann, coll. « Le Bel Aujourd'hui », 2018, 378 p.  (ISBN 9782705695439)
- Derrida, Celan. Juste le poème peut-être, Paris, Hermann, coll. « Le bel aujourd’hui », 2017.  (ISBN 9782705694548)
- Jacques Derrida. L'art du contretemps, Montréal, Éditions Nota Bene, coll. « Nouveaux Essais Spirale », 2014.
- Cosa volante. Le désir des arts dans la pensée de Jean-Luc Nancy, collection « Le Bel Aujourd'hui », Paris, Éditions Hermann, 2013, 400 p.
- Le poème, par les sentiers de Jacques Brault, suivi de « Cela même...», Montréal, Le temps volé éditeur, 2012, 111 p.
- Veglianti. Verso tre imagini di Jacques Derrida. Prefazione di Jean-Luc Nancy, traduzione di Roberto Borghese, con la collaborazione di Nicoletta Dolce e Gabriele Lodi, Milano - Udine, Mimesis Edizione, coll. Filosofie, no 165, 2012, 103 p. [Traduction italienne de Veilleuses. Autour de trois images de Jacques Derrida, 2009].
- « Comme en rêve ». Lire Jacques Derrida et Hélène Cixous, Volume 2, collection « Le Bel Aujourd'hui », Paris, Éditions Hermann, 2010, 180 p.
- Battements – du secret littéraire. Lire Jacques Derrida et Hélène Cixous, Volume 1, collection « Le Bel Aujourd'hui », Paris, Éditions Hermann, 2010, 343 p.
- Le pain des épices. Pour Jean-Luc Nancy, le 26 juillet 2010, avec Danielle Cohen-Levinas, Montréal, le Temps volé éditeur, série « hors commerce », 2010, 120 p.
- Veilleuses. Autour de trois images de Jacques Derrida, Québec, Nota Bene, collection « empreintes », 2009, 121 p.
- Juste le poème, peut-être (Derrida, Celan), suivi de Singbarer rest: l'amitié, l'indeuillable, Montréal, Le temps volé éditeur, collection « de l'essart », no 5, 2009, 190 p.
- « Comme en rêve... » (Derrida, Cixous), Montréal, Le Temps volé éditeur, 2008.
- « Che cos’è la pittura ? Trois manières de toucher la Chose : Nancy, Cixous, Derrida », Études françaises, vol. 42, no 2,‎ 2006, p. 103-133 (lire en ligne)
- Tenir au secret (Derrida, Blanchot), Paris, Éditions Galilée, 2006, collection « incises », 2006, 126 p.
- Ferron post-scriptum, Montréal, Lanctôt éditeur, collection « Cahiers Jacques-Ferron », no 13, 2005, 374 p.
- Appendice, avec Jean-Luc Nancy, 58 indices sur le corps et Extension de l'âme, Québec, Éditions Nota Bene, coll. « Nouveaux Essais Spirale », 2004.
- « La voix voilée. Derrida lecteur de soi (Fragment d’une lecture de Voiles) », Études françaises, vol. 38, nos 1-2,‎ 2002, p. 239-261 (lire en ligne).
- Le Musée de Noé, avec Gilles Lapointe et Jocelyn Jean, Montréal, Éditions La Maison Outremer et Graff, 1999, 83 p.
- « Fragments d'origine », dans Jacques Ferron, Papiers intimes. Fragments d'un roman familial: lettres, historiettes et autres textes, édition préparée en collaboration avec Patrick Poirier, Montréal, Lanctôt éditeur, collection « Papiers Jacques Ferron », nos  1-2, 2005, nos  1-2, 1997.
- Joyce, avec la collaboration de Sherry Simon, Paris et Montréal, Le Castor Astral et HMH, coll. « L'atelier des modernes », 1996, 152 p.
- « De la Primitive Ville à la Place Ville-Marie », dans Montréal imaginaire. Ville et littérature, Gilles Marcotte et Pierre Nepveu (dir.), Montréal, Fides, 1992.
- « Borduas dans les salons littéraires : lectures comparées de deux portraits (Éthier-Blais, Ferron) », Études françaises, vol. 34, nos 2-3,‎ automne-hiver 1998, p. 41-74 (lire en ligne).
- avec Jacques Ferron, « Allou Hamalin ou la peinture automatique », Études françaises, vol. 34, nos 2-3,‎ automne-hiver 1998, p. 255-257 (lire en ligne)
- Lire le fragment. Transfert et théorie de la lecture chez Roland Barthes, Montréal, Éditions HMH, collection « Brèches », 1989, 325 p.
- « Freud : N.d.T. », Études françaises, vol. 24, no 3,‎ hiver 1988, p. 125-140 (lire en ligne).
- « ‘‘On ne meurt pas de mourir.’’ Réflexions sur le Sujet-Nation », Études françaises, vol. 23, no 3,‎ hiver 1987, p. 113-132 (lire en ligne).

## Prix et distinctions
- 1990 - Prix Victor-Barbeau
- 2006 - Prix Jean-Éthier-Blais
- 2009 - Prix de l'essai Éva-Le-Grand
- 2011 - Membre à la Société royale du Canada
- 2017 - Prix Acfas Adrien-Pouliot, coopération scientifique avec la France
- 2020 - Professeure émérite, Université de Montréal